# Ingmar Schwindt
Ingmar Schwindt (* 1977 in Marktoberdorf) ist ein deutscher klassischer Pianist.

## Leben
Ingmar Schwindt erhielt seinen ersten Klavierunterricht im Alter von vier Jahren bei der Konzertpianistin und Klavierpädagogin Sigrid Menner-Walger. Als 13-Jähriger wurde er als damals jüngster Jungstudent in die Klavierklasse von Karl-Heinz Kämmerling am Mozarteum Salzburg aufgenommen. Sowohl den ersten Studienabschnitt als auch die Meisterklasse schloss er mit Auszeichnung und der Note 1,0 ab. Zudem besuchte er Meisterkurse bei Leon Fleisher, Dominique Merlet, John Perry und Joaquin Soriano.
Seit 1984 errang er in Klavierwettbewerben 16 erste und 5 zweite Preise.
Besonders hervorzuheben sind der 2. Preis im „Internationalen Tomassoni Klavierwettbewerb“ 2001 in Köln, der 1. Preis im internationalen Klavierwettbewerb „Citta di Minerbio“ in Italien 2003 sowie der 3. Preis im internationalen Klavierwettbewerb „José Iturbi“ 2004 in Valencia. Er gewann außerdem den 1. Preis im „Wartburg Klavierwettbewerb“ in Eisenach 2003, den 1. Preis im „Grotrian-Steinweg-Klavierwettbewerb“ in Braunschweig 1995 sowie die ersten Preise beim Bundeswettbewerb „Jugend musiziert“ 1990, 1994 und 1996.
Zahlreiche seiner Wettbewerbsteilnahmen waren mit Sonderpreisen, Publikums- und Orchesterpreisen sowie mit Rundfunk- und Fernsehaufnahmen verbunden.
Ingmar Schwindt konzertiert vielerorts im In- und Ausland. Besondere Aufmerksamkeit erregte er mit der Philharmonie Pilsen unter der Leitung von Jiří Malát, als er im Jahr 2006 beide Klavierkonzerte von Johannes Brahms an einem Abend aufführte, sowie Anfang 2009 mit der Aufführung der Klavierkonzerte von Schumann und Grieg, ebenfalls an einem Abend. Regelmäßig widmet sich Ingmar Schwindt interessanten künstlerischen Projekten, von denen sein fünfteiliger Beethoven-Zyklus in den Jahren 2008 und 2009 besondere Beachtung verdient.
Er trat darüber hinaus bereits mit Dirigenten wie Schmidt Gertenbach, Opela, Froschauer, Simonis und Altrichter auf und spielte mehrfach bei großen Festivals wie etwa dem Schleswig-Holstein Musikfestival, dem „Musique-Alp“ Festival in Courchevel/Frankreich und den Schwetzinger Mozartfestspielen.
Zu seinen Kammermusikpartnern zählen Künstler wie der Pianist Oliver Kern, die Sopranistin Viktorija Kaminskaite und der Cellist Peter Buck (Melos Quartett).
Wegen „herausragender Leistungen im Fach Klavier solo“ erhielt Ingmar Schwindt 1990 den Kunst- und Kulturpreis der Stadt Kaufbeuren sowie den Kulturförderpreis der Dr. Dazert-Stiftung 2006. Er war zudem Stipendiat der Studienstiftung des Deutschen Volkes, der Jürgen-Ponto-Stiftung, der Stiftung „Live Music Now“ sowie des „Richard Wagner-Verbandes“ Eisenach.
Der Künstler hat bereits eine über zehnjährige Unterrichtserfahrung im Fach Klavier solo, Klavier vierhändig und im kammermusikalischen Bereich und ist mit seinen Schülern regelmäßig erfolgreich bei Wettbewerben wie „Jugend musiziert“, dem „Bach-Wettbewerb“ in Köthen oder dem „Charles-Hennen Concours“ in Heerlen (Holland) auf nationaler und internationaler Ebene vertreten.
Viele seiner Schüler konnte er zu Meisterkursen unter anderem bei Bernd Glemser, Oliver Kern, Wolfram Schmitt-Leonardy, Konrad Elser und Wolfgang Manz vermitteln oder mit Erfolg für das Studium an deutschen Musikhochschulen vorbereiten.
Ferner hielt er Meisterkurse in den USA und in Italien ab.

## Repertoire
- Klavierkonzerte von Richard Addinsell, Beethoven, Brahms, Grieg, Haydn, Liszt, Mendelssohn-Bartholdy, Mozart, Camille Saint-Saëns, Schumann, Dmitri Schostakowitsch, Tschaikowski
- Fünfteiliger Beethovenzyklus
- Solowerke von Beethoven, Brahms, Debussy, Haydn, Liszt, Mozart, Rachmaninow, Scarlatti, Schumann[6]

## Aufnahmen
- L. v. Beethoven Klavierkonzert No. 3 Op. 37,
- Felix Mendelssohn Bartholdy, Konzert für Klavier und Violine d-Moll[6]

## Nachweise
1. ↑  Preisträger des Internationalen Wettbewerbes "Citta di Minerbio" (Memento des Originals vom 30. Oktober 2006 im Internet Archive)  Info: Der Archivlink wurde automatisch eingesetzt und noch nicht geprüft. Bitte prüfe Original- und Archivlink gemäß Anleitung und entferne dann diesen Hinweis. (MS Word; 557 kB)
2. ↑  Preisträger des Wartburg Klavierwettbewerbs (Memento des Originals vom 1. Februar 2010 im Internet Archive)  Info: Der Archivlink wurde automatisch eingesetzt und noch nicht geprüft. Bitte prüfe Original- und Archivlink gemäß Anleitung und entferne dann diesen Hinweis.
3. ↑   #93;=667&tx_ttnews[pointer]=3&tx_ttnews[tt_news]=488 Pressestimme (Memento des Originals vom 31. Dezember 2007 im Internet Archive)  Info: Der Archivlink wurde automatisch eingesetzt und noch nicht geprüft. Bitte prüfe Original- und Archivlink gemäß Anleitung und entferne dann diesen Hinweis. zum Beethovenzyklus im Theater in Kempten
4. ↑  Kulturpreisträger der Stadt Kaufbeuren (Memento des Originals vom 17. Mai 2010 im Internet Archive)  Info: Der Archivlink wurde automatisch eingesetzt und noch nicht geprüft. Bitte prüfe Original- und Archivlink gemäß Anleitung und entferne dann diesen Hinweis.
5. ↑  Stipendiaten der Dr. Dazert-Stiftung Kempten 2005 (Seite nicht mehr abrufbar, festgestellt im April 2019. Suche in Webarchiven)  Info: Der Link wurde automatisch als defekt markiert. Bitte prüfe den Link gemäß Anleitung und entferne dann diesen Hinweis.
6. 1 2   Seine Homepage